# Ardisia grisebachiana
Ardisia grisebachiana är en viveväxtart som först beskrevs av Carl Ernst Otto Kuntze, och fick sitt nu gällande namn av Brother Alain. Ardisia grisebachiana ingår i släktet Ardisia och familjen viveväxter. Inga underarter finns listade i Catalogue of Life.